# Цірик Володимир Миколайович
Володи́мир Микола́йович Ці́рик (13 червня 1993 — 18 липня 2016) — старший лейтенант Збройних сил України, учасник російсько-української війни.

## Життєпис
Народився 1993 року в селі Угля (Тячівський район, Закарпатська область); навчався в Мукачівському ліцеї з посиленою військово-фізичною підготовкою. Закінчив Національну академію Сухопутних військ імені гетьмана Сагайдачного у Львові (в лютому 2015 року, достроковий випуск).
Навесні 2015 року в званні старшого лейтенанта потрапив на передову, у 93-тю бригаду, і був призначений командиром 9-ї механізованої роти 3-го механізованого батальйону. Разом з ним командиром 7-ї роти призначили і Олександра Сака («Стафф»), з яким Володимир потоваришував ще на першому курсі Мукачівського ліцею. 10 місяців воював під Пісками, неподалік ДАП. Проти підрозділів 93-ї бригади у Пісках тоді воювала бригада «Восток» та 2-й мотострілецький батальйон окупаційних військ РФ. Командування вважало Володимира одним з найбільш перспективних і талановитих офіцерів бригади.
18 липня 2016-го увечері поблизу села Кримське (Новоайдарський район) під час патрулювання місцевості зі сторони нейтральної території групу військовослужбовців 93-ї бригади обстріляли терористи з гранатометів і кулеметів, після цього зав'язався бій, поранень зазнало 3 бійці. БМП-2, що виїхала на допомогу та для евакуації, підірвалася на замаскованій протитанковій міні. Володимир Цірик загинув при близькому вогневому контакті, тоді ж поліг солдат Роман Омельченко «Яша». Серед поранених — товариш та однокурсник Володимира, командир 7-ї роти Олександр Сак («Стафф»).
Похований в селі Угля 21 липня 2016 року, остання дорога була встелена квітами, люди проводили Володимира навколішки.
Без єдиного сина лишилася мама Світлана Бокоч.

## Нагороди та вшанування
- Орден Богдана Хмельницького III ступеня (27 жовтня 2016, посмертно) — за особисту мужність і високий професіоналізм, виявлені у захисті державного суверенітету та територіальної цілісності України, вірність військовій присязі.[5]
- Недержавна відзнака ― орден «Народний Герой України» (16.12.2017, посмертно).
- 18 липня 2017 року в селі Угля відкрито пам'ятну дошку та освячено пам'ятник на сільському цвинтарі. Меморіальна дошка розташована на обеліску поруч із меморіальною дошкою на честь Олександра Шимона.

### Інтерв'ю
- Останнє інтерв'ю легендарного "Оси" [Архівовано 19 квітня 2021 у Wayback Machine.] // 27 липня 2016